# Šifra mistra Blbonarda
Šifra mistra Blbonarda (v anglickém originále The Duh-Vinci Code) je pátá epizoda šesté řady seriálu Futurama. Název (i v originále) odkazuje na knihu Dana Browna Šifra mistra Leonarda.

## Děj
Posádka Planet Expressu letí do Říma, aby odhalila šokující tajemství mistra Leonarda da Vinciho. Po několika hodinách objeví, že všechny jeho slavné vynálezy lze spojit. Vznikne z nich vesmírný koráb, který je zavede na planetu Vinci.